# Cădere liberă

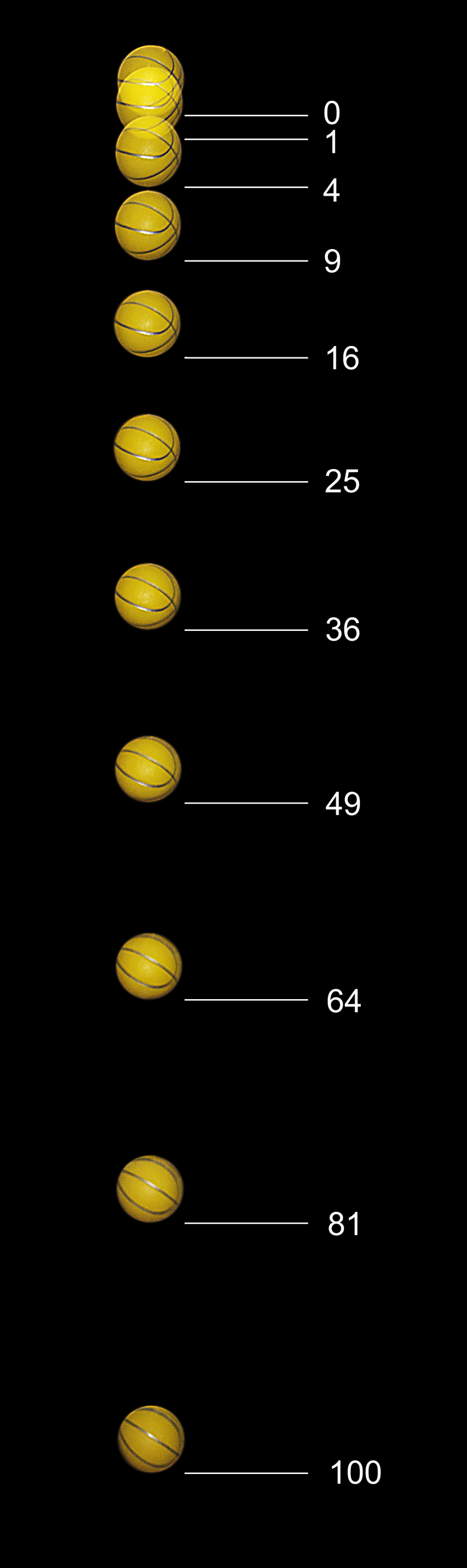
Un obiect aflat în cădere și fotografiat stroboscopic

În fizica newtoniană, căderea liberă a unui corp reprezintă mișcarea acestuia în condițiile în care este supus unei singure forțe și anume greutatea acestuia.
Un prim exemplu îl constituie căderea pe Pământ a unui corp când se neglijează frecarea cu aerul.

## Istoric
Problema căderii corpurilor a fost studiată încă din Antichitate.
Aristotel afirma în mod eronat că:
Mai târziu, Galileo Galilei, bazat pe experiment, a infirmat teoria lui Aristotel.
Astfel, în lucrarea Dialoguri privind cele două științe noi (care marchează începutul științei dinamicii) oferă amănunte despre studiile sale asupra mișcării corpurilor în cădere și evidențiază efectul rezistenței aerului, care este influențat de mărimea și forma corpului în cădere.
În acea perioadă nu exista niciun procedeu de obținere a vidului și nici metode de măsurare cu precizie a timpului.
Dar Galilei are ideea de a utiliza planul înclinat, remarcând că rostogolirea unei bile pe acesta este similară căderii, dar cu o reducere a efectului gravitației și o încetinire a mișcării, care astfel poate fi studiată mai ușor.
Astfel, omul de știință renascentist a arătat că dacă accelerația de-a lungul planului înclinat este constantă, accelerația datorată gravitației trebuie să fie de asemenea constantă.

## Ecuațiile mișcării

### Cazul neglijării frecării cu aerul
Se va considera un corp care cade pe Pământ și se va neglija frecarea cu aerul.
Alegându-se un sistem de referință legat de Pământ cu axa Oy cu sensul pozitiv orientat în sus, deci în sens opus mișcării, legea vitezei și poziției mobilului sunt date de:
{\displaystyle v(t)=-gt+v_{0}\,}
{\displaystyle y(t)=-{\frac {1}{2}}gt^{2}+v_{0}t+y_{0},}
unde:
- {\displaystyle v_{0}\,} = viteza inițială(m/s)
- {\displaystyle v(t)\,} = viteza la momentul t (m/s)
- {\displaystyle y_{0}\,} = altitudinea inițială (m)
- {\displaystyle y(t)\,} = altitudinea la momentul t (m)
- {\displaystyle t\,} = timpul parcurs (s)
- {\displaystyle g\,} = accelerația gravitațională terestră.

### Cazul frecării cu aerul
În acest caz, ecuația mișcării este dată de:
{\displaystyle m{\frac {dv}{dt}}={\frac {1}{2}}\rho C_{\mathrm {D} }Av^{2}-mg\,,}
unde {\displaystyle \rho } este densitatea aerului, iar {\displaystyle C_{\mathrm {D} }} este coeficientul fluidodinamic, considerat constant (pentru o anumită formă a corpului), dar care variază după numărul Reynolds.